# Hoplothrips argus
Hoplothrips argus är en insektsart som beskrevs av Ian A. Hood 1939. Hoplothrips argus ingår i släktet Hoplothrips och familjen rörtripsar. Inga underarter finns listade i Catalogue of Life.